# جونيا سوزوكي
جونيا سوزوكي (باليابانية: 鈴木 順也) (مواليد 2 مايو 1996) هو لاعب كرة قدم ياباني.

## وصلات خارجية
- جونيا سوزوكي على موقع رابطة كرة القدم اليابانية للمحترفين (اليابانية)
- جونيا سوزوكي على موقع قاعدة بيانات كرة القدم.إي يو (الإنجليزية)
- جونيا سوزوكي على موقع Soccerway.com (الإنجليزية)
- جونيا سوزوكي على موقع عالم كرة القدم.نت (الإنجليزية)